# Чмихаленко Валерій Петрович
Вале́рій Петро́вич Чмихале́нко (27 січня 1983 — 15 листопада 2015) — старший солдат Збройних сил України, учасник російсько-української війни.

## Життєпис
Народився 1983 року в місті Дніпропетровськ. Проживав у селі Полтавка Компаніївського району.
З 29 квітня 2015 року — старший солдат, сапер 10-го БТО «Полісся».
15 листопада 2015 року близько 18:15, в районі опорного пункту, розташованого на північ від міста Золоте Попаснянського району Луганської області, під час виконання бойового завдання троє військовослужбовців підірвались на радіокерованому фугасі. Разом з Валерієм загинули розвідник Сергій Гадіуллін, командир відділення Андрій Скирта.
23 листопада 2015 року похований у селі Полтавка.
Повідомлялося, що лишилися дружина та син 2013 р.н.

## Нагороди та вшанування
За особисту мужність, сумлінне та бездоганне служіння Українському народові, зразкове виконання військового обов'язку відзначений — нагороджений
- орденом «За мужність» ІІІ ступеня (23.7.2016, посмертно)[1]